# 1-Naphthoesäure
1-Naphthoesäure ist eine chemische Verbindung aus der Gruppe der Naphthalinderivate. Es ist isomer zu 2-Naphthoesäure.

## Gewinnung und Darstellung
1-Naphthoesäure kann durch Hydrolyse von 1-Cyannaphthalin, durch Oxidation von 1-Acetylnaphthalin mit Natriumhypochlorit oder durch Reaktion von 1-Naphtylmagnesiumbromid mit Kohlendioxid in Ether gewonnen werden.
{\displaystyle \mathrm {C_{10}H_{7}MgBr+CO_{2}\longrightarrow C_{10}H_{7}CO_{2}H} }

## Eigenschaften
1-Naphthoesäure ist ein farbloser oder hellgrüner Feststoff, der wenig löslich in Wasser ist. Die Verbindung geht die üblichen Reaktionen von Carbonsäuren ein, zeigt aber sterische Effekte wegen des Wasserstoffatoms an der 8. Position.

## Verwendung
1-Naphthoesäure findet als Zwischenprodukt zur Herstellung von Farb- und Arzneistoffen Verwendung. Es kann durch seine Fluoreszenz unter UV-Licht in Abhängigkeit vom pH-Wert als Indikator für diesen verwendet werden. Es fluoresziert bei einem pH-Wert von 2,5 nicht, aber blau bei einem pH-Wert von 3,5.